# Chabuata maja
Chabuata maja là một loài bướm đêm trong họ Noctuidae.